# Bartolomeo Fonzi
Bartolomeo Fonzi, auch Bartolomeo Fonzio (* um 1502 in Venedig; † 4. August 1562 ebenda) war ein venezianischer Franziskaner und evangelischer Märtyrer. Obwohl er von den Zeitgenossen als Lutheraner bezeichnet wurde, stand er theologisch der Schweizer Reformation näher, zum Ende seines Lebens auch der Täuferbewegung.

## Leben
Im Alter von neun Jahren wurde Bartolomeo Fonzi Franziskaner-Minorit. Der Orden vermittelte ihm eine gute theologische und humanistische Ausbildung, die er mit dem Grad eines Magister theologiae abschloss. Als Prediger machte er bald auf sich aufmerksam, bis ihm ein päpstliches Breve 1531 die Predigterlaubnis entzog. Ein weiteres Breve kündigte an, dass ihm der Prozess gemacht werden sollte.
Fonzi verließ Venedig und ging nach Augsburg. Hier durfte er wieder predigen. Die Auseinandersetzungen zwischen den Anhängern Luthers und Zwinglis um das richtige Abendmahlsverständnis, die er in Augsburg miterlebte, befremdeten ihn. Fonzis Ideal war ein Ausgleich zwischen den Konfessionen im Geist des Evangeliums. Das brachte ihn zeitweise einigen (namentlich nicht bekannten) Personen aus der römischen Kurie näher, wo er jedoch in Gian Pietro Carafa auch einen ausgesprochenen Gegner hatte. Dieser hielt ihn für den Organisator der Reformation im Veneto.
1533 begleitete er Martin Bucer nach Basel und ging dann nach Straßburg. Bucers Polemik gegen Kaspar Schwenckfeld und die Täufer entfremdeten Fonzi auch diesem Reformator. Zum Jahresende war er kurz wieder in Venedig. Fonzi verfasste mit Libro de la emendatione dil stato cristiano eine sehr freie und auf venezianische Leser zugeschnittene Übersetzung von Martin Luthers Schrift An den christlichen Adel (1533 anonym in Straßburg erschienen).
Er begleitete Alvise, den Sohn des Dogen Andrea Gritti, auf einer Reise nach Konstantinopel. Von 1537 bis 1540/41 war er wegen seines Prozesses in Rom. Gasparo Contarini erklärte ihn für unschuldig. Anschließend hielt er sich eine Zeitlang im Umkreis der Universität Modena auf, später in Padua, in den 1550er Jahren als Schulmeister in Cittadella, wo man ihn im Mai/Juni 1558 verhaftete und nach Venedig überstellte.
Im Kerker verfasste Bartolomeo Fonzi sein theologisches Hauptwerk, Fidei et doctrinae Bartolomei Fontii ratio. Der Prozess zog sich über vier Jahre hin und endete mit dem Todesurteil. Einflussreiche venezianische Freunde versuchten, Fonzi zum Widerruf zu bewegen, was Fonzis Abneigung gegen theologischen Streit auch entgegenkam. Schließlich nahm er aber das Urteil an, das nach venezianischer Praxis durch Ertränken in der Lagune vollstreckt wurde.

## Lehre
Bartolomeo Fonzi teilte das Sakramentsverständnis der Zwinglianer, brachte aber mit seiner Spiritualität der Armut und seiner Ekklesiologie (Ideal einer armen, hierarchiefreien und verborgenen Kirche, von den Gegnern sogenannter Nikodemismus) kräftige eigene Akzente ein. Mit dieser subversiven Botschaft bewegte er sich etwa 30 Jahre relativ ungehindert in Oberitalien, der Schweiz und dem süddeutschen Raum, da er immer wieder von politischen und kirchlichen Kräften geschützt wurde.